# Adam Friedrich Oeser

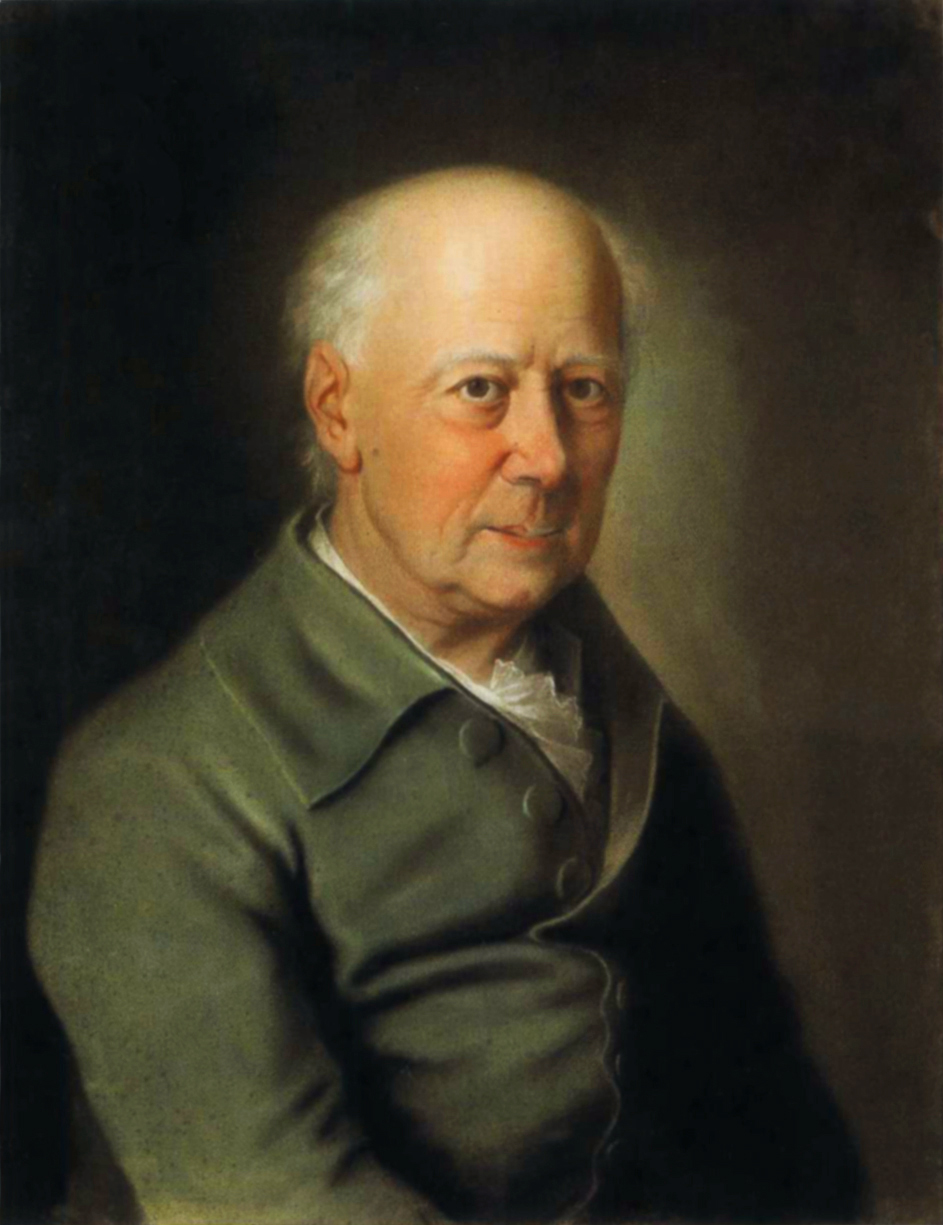
Adam Friedrich Oeser, Pastell von Nicolaus Lauer, 1791, Gleimhaus Halberstadt

Adam Friedrich Oeser (* 17. Februar 1717 in Pressburg (Königreich Ungarn); † 18. März 1799 in Leipzig) war ein deutscher Maler, Bildhauer und Buchillustrator, der vor allem in Dresden und Leipzig wirkte.

## Leben

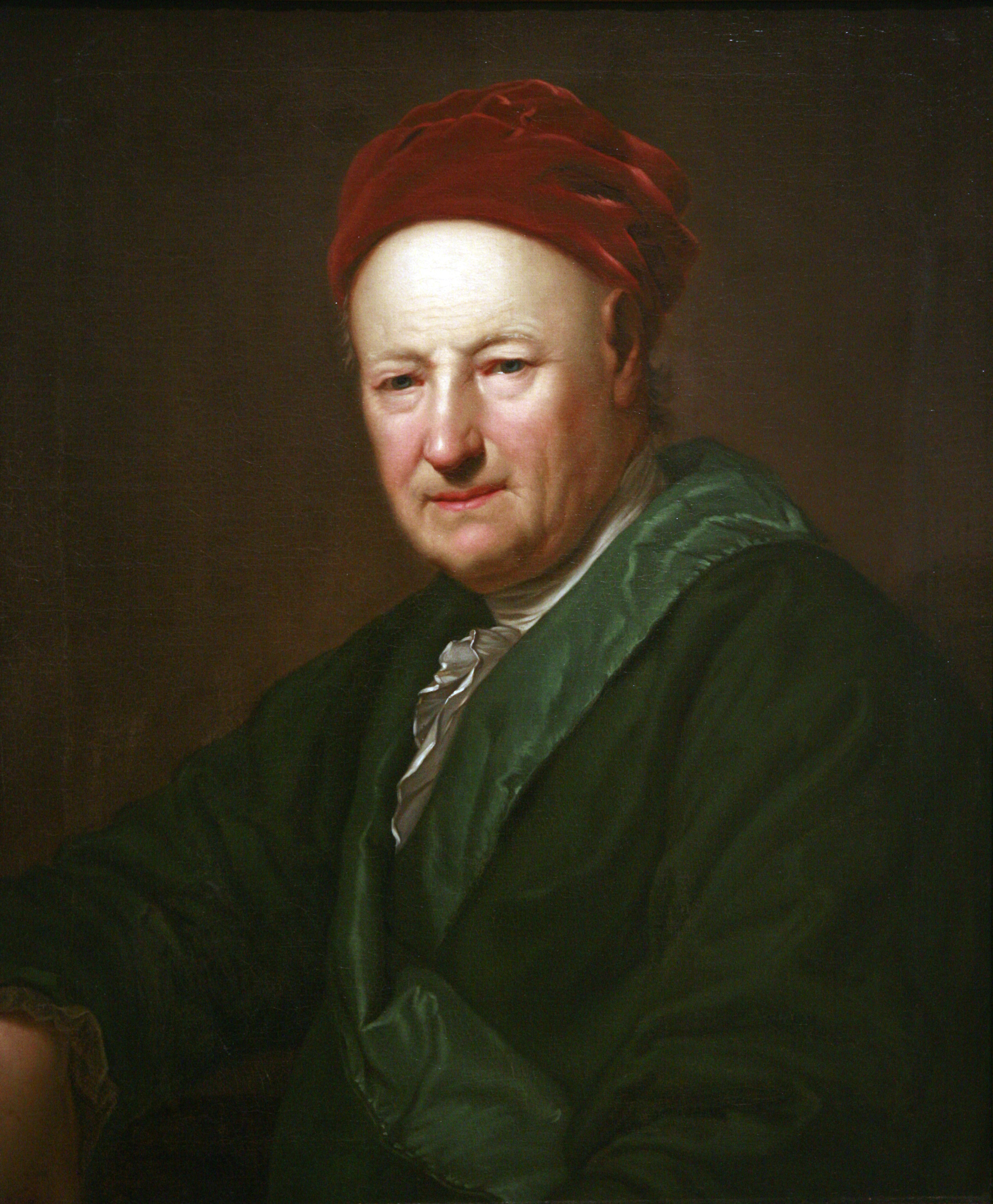
Adam Friedrich Oeser. Ölgemälde von Anton Graff (Musée des Beaux-Arts de Strasbourg)

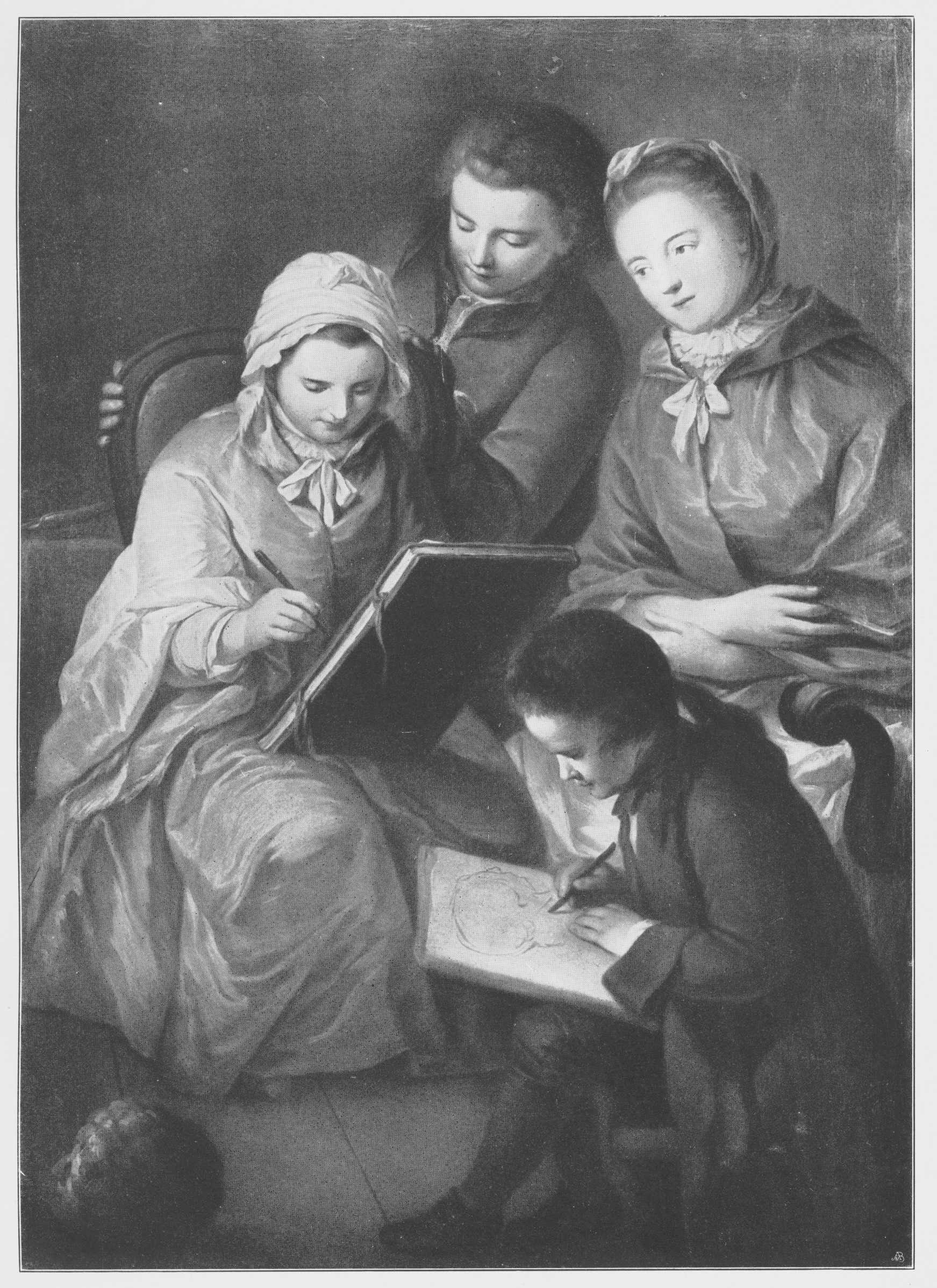
Adam Friedrich Oeser: Bildnis der Kinder des Künstlers (links Wilhelmine, rechts Friederike, im Hintergrund Johann Friedrich Ludwig, vorn Karl), Dresden, Gemäldegalerie Alter Meister

Oeser ging nach einer zweijährigen Lehre in Pressburg bei dem Maler E. F. Kamauf (1696–1749) 1730 nach Wien, wo er bis 1739 bei Jacob van Schuppen in der Lehre war. Er lernte von 1733 bis 1735 auch in Pressburg bei dem Bildhauer und Medailleur Georg Raphael Donner (1693–1741) und ging 1739 in das zweite Zentrum der Barockkultur Dresden, in dem er seine Ausbildung abschloss und bis 1756 als Maler arbeitete.
Am 5. November 1745 heiratete er Rosine Elisabeth Hohburg († 22. September 1794). Von den acht Kindern, die sie ihm schenkte, erreichten nur vier das Erwachsenenalter. Dies waren Friederike Elisabeth Oeser (1748–1829), Jugendfreundin Goethes, Johann Friedrich Ludwig Oeser (1751–1791), der Maler wurde, Wilhelmine Oeser (1755–1813), verheiratet mit Christian Gottlieb Geyser, und Karl Oeser (1756-vor 1791), Fecht- und Zeichenlehrer an der Ritterakademie in Sankt Petersburg.
1754 zog Johann Joachim Winckelmann vom Schloss Nöthnitz bei Dresden zu Oeser in die Königstraße, um bei ihm das Zeichnen zu lernen.

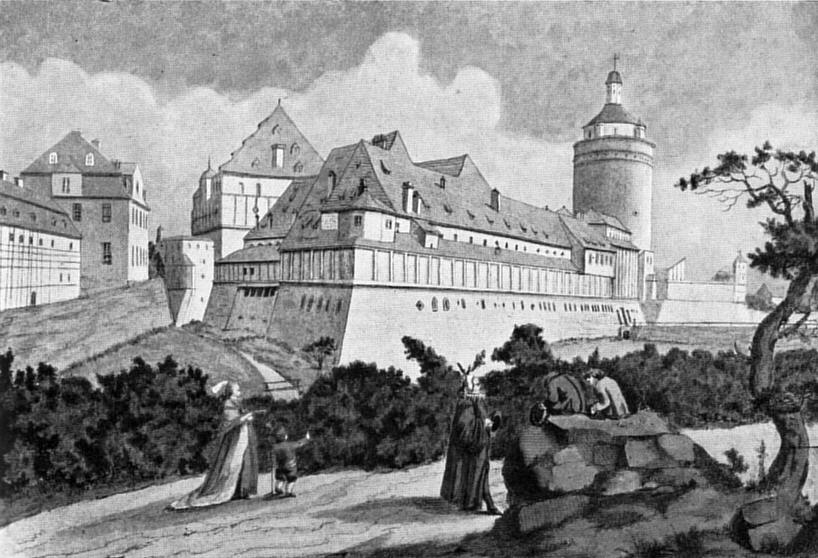
Pleißenburg in Leipzig. Kolorierter Stich von S. Blattner. In ihren Räumen befand sich die 1764 neu gegründete Kunstakademie, in der Goethe unter Oesers Leitung Zeichenunterricht nahm.

Oeser wirkte ab 1759 in Leipzig. Am 6. Februar 1764 wurde er erster Direktor der neu gegründeten Leipziger Zeichenakademie. Wenige Tage später am 13. Februar 1764 wurde er zum kurfürstlich-sächsischen Hofmaler ernannt und im selben Jahr Ehrenmitglied der Leipziger Ökonomischen Societät.
Dieses Amt als Akademiedirektor führte er über einen Zeitraum von 35 Jahren bis zu seinem Tode aus. Am Ende seiner Amtszeit hat Oeser eine anerkannte Kunstakademie hinterlassen, die sich auch weiterhin stabil entwickelt hat bis in die Gegenwart hinein als Hochschule für Grafik und Buchkunst (HGB). Besonders markant war auch die Entwicklungsperiode der Akademie nach der Reichsgründung von 1871 unter dem Direktorat von Ludwig Nieper, in die ein eigener Neubau in der Wächterstraße 11 fällt, der heute als Sitz der HGB dient. Außerdem wirkte Nieper 1875 in Personalunion als Gründungsdirektor der „Städtischen Gewerbeschule Leipzig“, deren Schulneubau unter seinem Direktorat unmittelbar daneben in der Wächterstraße 13 errichtet wurde und heute von der Hochschule für Technik, Wirtschaft und Kultur genutzt wird (Wiener-Bau).

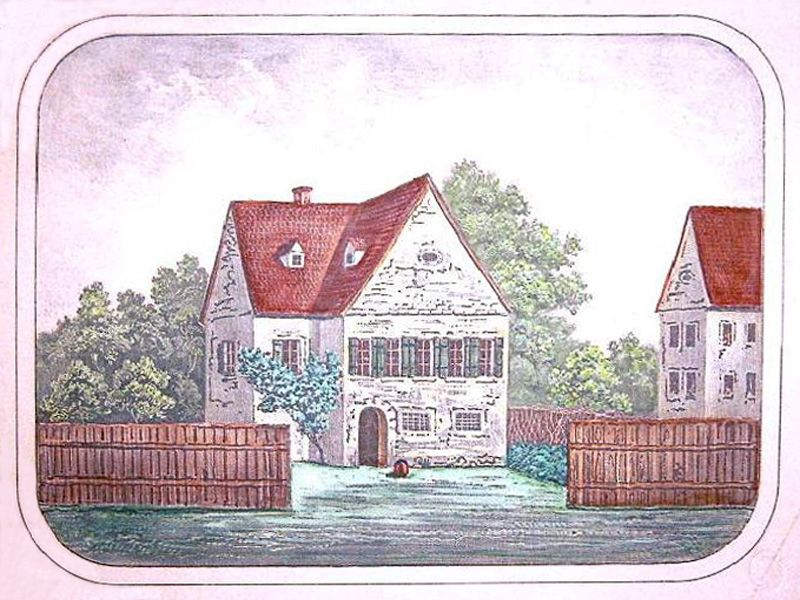
Oesers Sommeraufenthalt in Dölitz

Von 1765 bis 1768 zählte zu Oesers Schülern der Student Johann Wolfgang Goethe, für den der freundschaftliche Verkehr mit dem Lehrer und dessen Familie prägend werden sollte. Oeser hielt sich in den Sommern 1760 bis 1770 in einem gemieteten Landhaus in Dölitz südlich von Leipzig auf, wo ihn Goethe auch besuchte. Goethe schloss mit Oesers Tochter Friederike Elisabeth (1748–1829) 1765 eine Freundschaft, die sich auch nach seinen Leipziger Jahren noch eine Weile im Briefwechsel erhielt. Oeser blieb auch selbst mit Goethe bis zu dessen Aufbruch nach Straßburg durch Briefe in Kontakt.
Wechselwirkend mit neuen Leipziger Besuchen Goethes unterstützte Oeser später an dem neuen Wirkungsfeld des Dichters in Weimar, wo Oeser bei Hofe eingeführt wurde, tatkräftig künstlerische Arbeiten. Die Freundschaft zwischen Oeser und Goethe währte lebenslang.
1766 wurde Oeser in die Leipziger Freimaurerloge Minerva zu den drei Palmen aufgenommen, 1776 erfolgte seine Aufnahme in die Leipziger Freimaurerloge Balduin zur Linde.

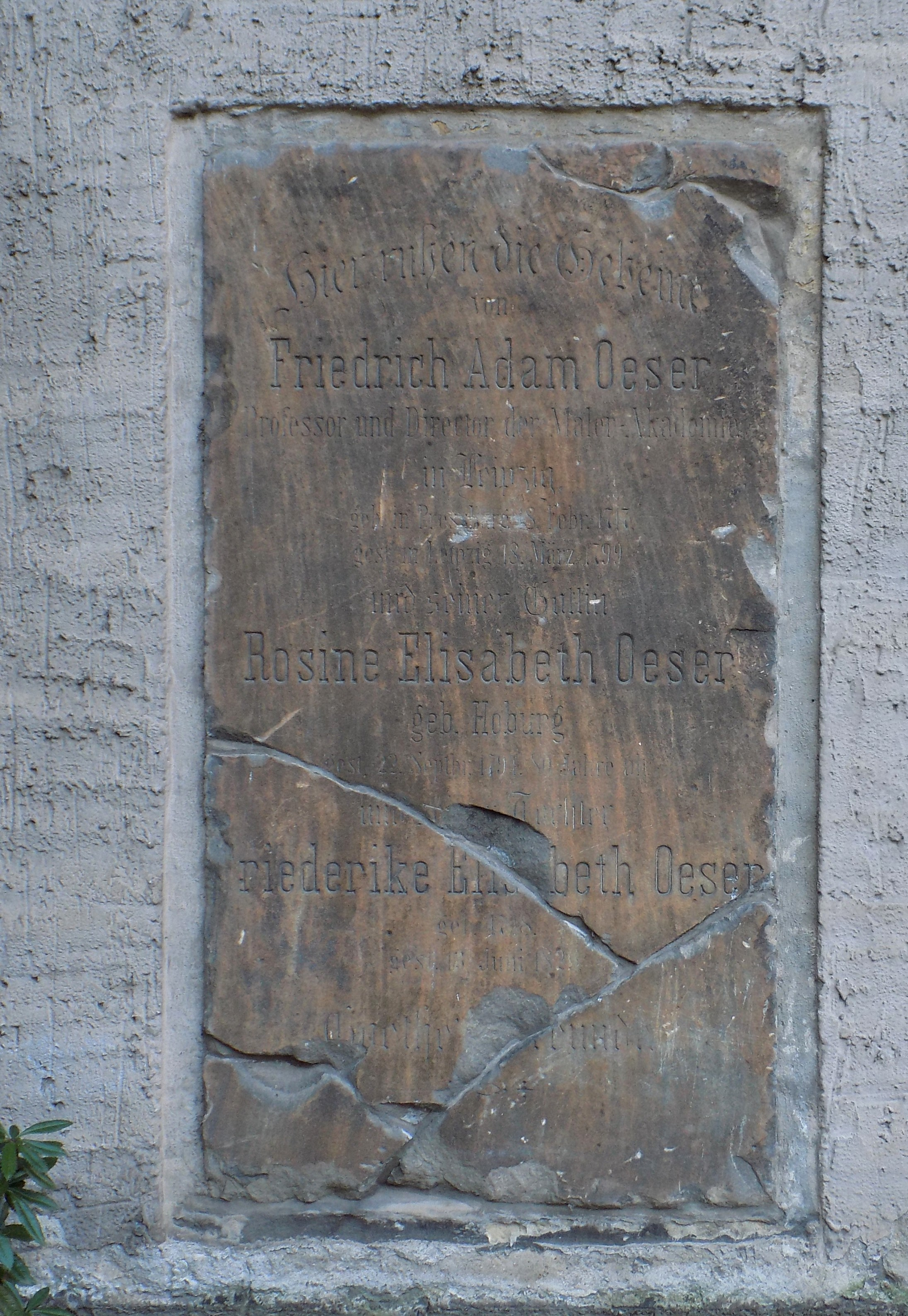
Grabplatte Oesers an der Nikolaikirche Leipzig

1799 starb Oeser im Alter von 82 Jahren in Leipzig. Er fand seine vorläufige Ruhestätte auf dem Alten Johannisfriedhof in einer Familiengruft in der vierten Abteilung. 1867 wurde er exhumiert und auf den Neuen Johannisfriedhof umgebettet. Nach Aufhebung dieses Friedhofs wurde seine Grabplatte in die östliche Außenwand der Nikolaikirche eingelassen.

## Werk

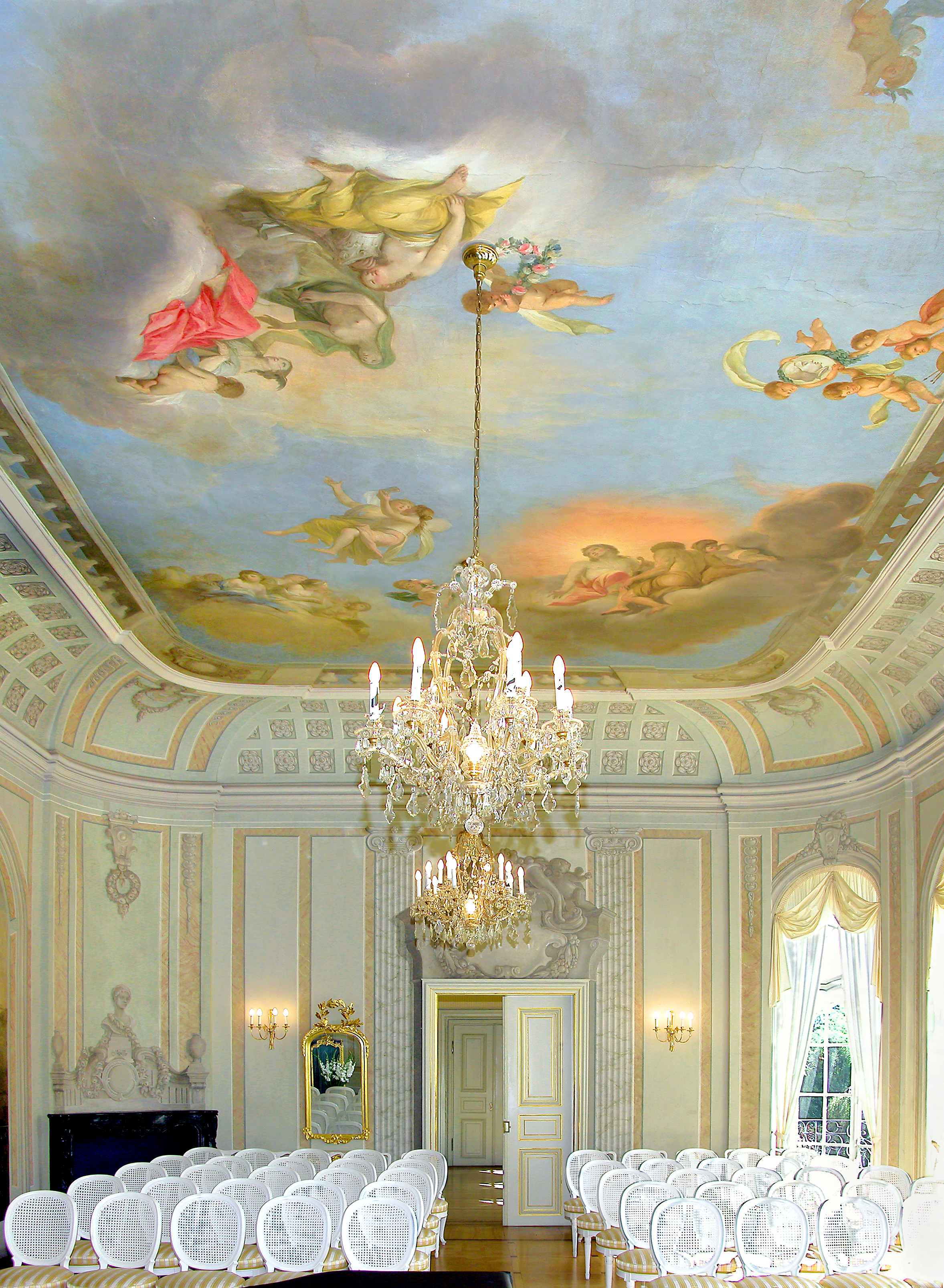
Gohliser Schlösschen, Deckengemälde „Lebensweg der Psyche“ von A. F. Oeser, vollendet 1779.

Oeser folgte in seinen Auftragsarbeiten zunächst dem herrschenden barocken Stil, strebte selbst aber einem neuen klassizistischen Hochbild zu, das er mit Winckelmann, von den Werken des klassischen Altertums ausgehend, in edler Einfalt, stiller Größe festmachte. Er bildete aber nicht eigentlich systematisch eine Lehre aus, war vor allem als praktischer Vermittler und Mitpräger des Neuen und in der Zeit Liegenden stark und regte namentlich bei dem jungen Goethe die Abkehr vom enzyklopädischen Ideal der Aufklärung und erste Keime des späteren Geniekults an:

„Gehen Sie zu den ersten besten Wappen-Steinschneider, und sehen Sie ihm eine Stunde arbeiten, so werden Sie die Plinischen Worte beßer treffen und den Sinn derselben richtiger erklähren. Ich wette Sie gerathen über Christen, Leßing und Klotzen in ein so gesundes Lachen, daß Sie vollkommen genesen.“

Von Oeser stammen unter anderem
- die Ausmalung des Festsaales im Gohliser Schlösschen und
- der Nikolaikirche Johann Carl Friedrich Dauthes sowie
- das Denkmal für den letzten Kurfürsten und ersten König von Sachsen Friedrich August III./I. in Leipzig, das gleichfalls in Zusammenarbeit mit Dauthe entstand.

Weitere von Oeser stammende Denkmale sind
- das Gellert-Denkmal (1774) im Schillerpark, Leipzig,
- das Sulzer-Gellert-Denkmal (1781) am Gohliser Schlösschen,
- das Mathilden-Denkmal (1784) im Französischen Garten, Celle,
- der Gedenkstein für Prinz Leopold von Braunschweig-Wolfenbüttel zu Ehren des ertrunkenen Herzogs Leopold von Braunschweig-Wolfenbüttel (1785) im Tiefurter Park nahe Weimar.

Er gestaltete außerdem den
- Konzertsaal des Gewandhauses (1781),
- das Comödienhaus auf der Rannischen Bastei (auch: Altes Theater, 1781) und
- das Haus des Bürgermeisters Carl Wilhelm Müller in der Johannisgasse (1780) mit Plafondmalereien aus.[10]

Der 1766 von ihm gefertigte Theatervorhang für das Comödienhaus gilt als herausragendes Beispiel für seine Allegorienkunst und war über die Stadtgrenzen Leipzigs hinaus bekannt.
Im Auftrag von Robert Murray Keith d. J. lieferte Oeser 1776 den Entwurf für das Denkmal des preußischen Generalfeldmarschalls James Keith in der Kirche von Hochkirch, für das der Theologe und Philologe Johann August Ernesti eine allegorische Inschrift erstellte.
Die Illusionsmalerei im Treppenhaus sowie Deckenmalerei im Kaisersaal des Schlosses Dahlen sind 1973 nach einem Brand und dem darauf folgenden Einsturz der Decken des Schlosses verlorengegangen.
Oeser befasste sich auch mit Dingen des Alltags. Er entwarf Tische, Stühle, Bilderrahmen sowie Schreibsekretäre und lieferte Entwürfe an die Serpentindreher in Zöblitz. Er bezog Handwerker in seinen Unterricht ein, um das gestalterische Niveau der Gebrauchsgegenstände zu erhöhen.

## Ehrungen
In Leipzig tragen seit 1895 eine Straße in Schleußig sowie die 70. Schule (Grundschule) im Leipziger Stadtteil Eutritzsch den Namen Oesers. Außerdem erinnert eine Gedenktafel an der heutigen Hochschule für Grafik und Buchkunst an ihn. In Dresden ist in der Königstraße 10 an seinem alten Wohnhaus eine Plakette in Gedenken an ihn und Winckelmann angebracht.

## Galerie: Oeser und seine Kinder; Werke in Auswahl

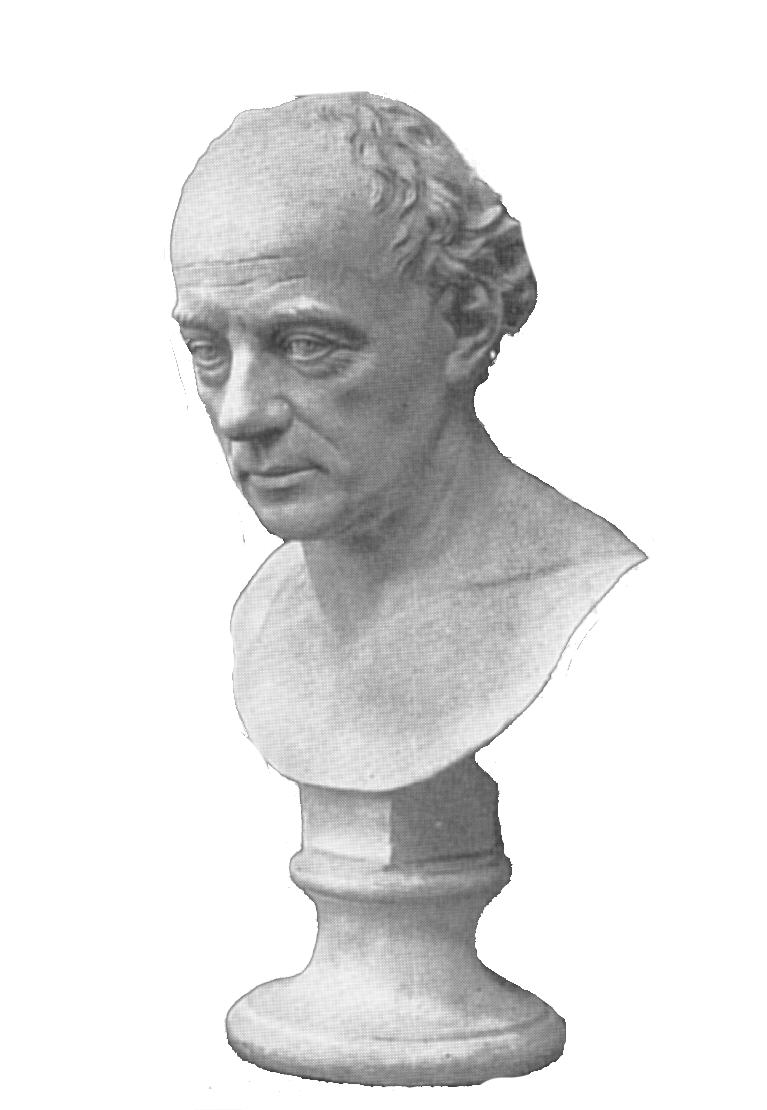
Oeser-Büste von Martin Gottlieb Klauer
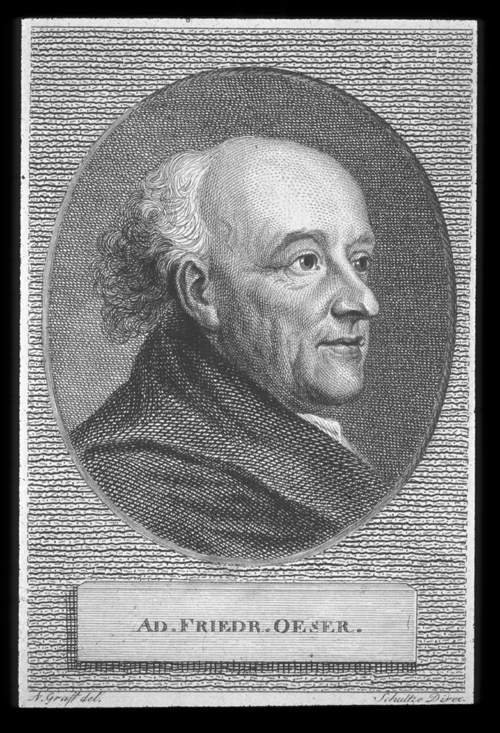
Oeser um 1750. Kupferstich von 1819 nach einer Radierung von 1750
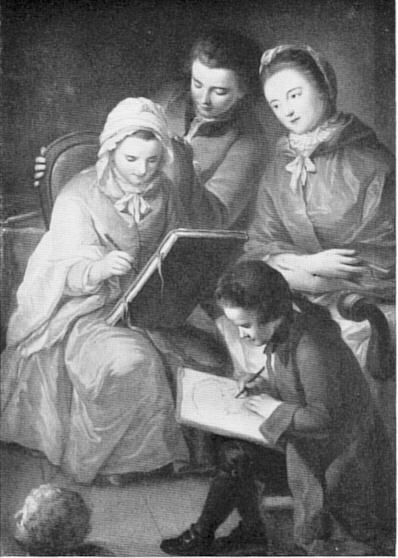
Oesers Kinder. Gemälde Oesers von 1766
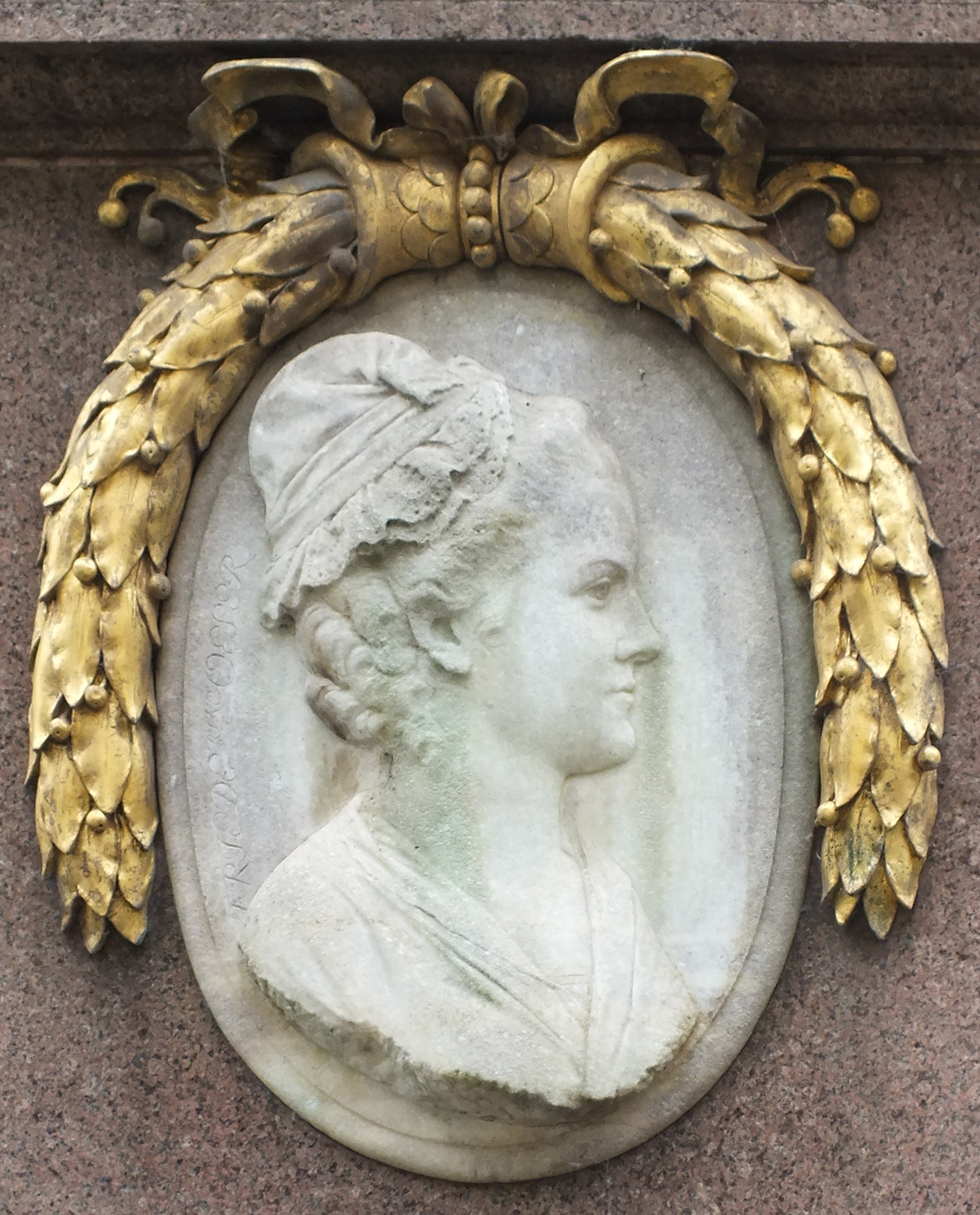
Friederike Oeser, Relief am Leipziger Goethedenkmal
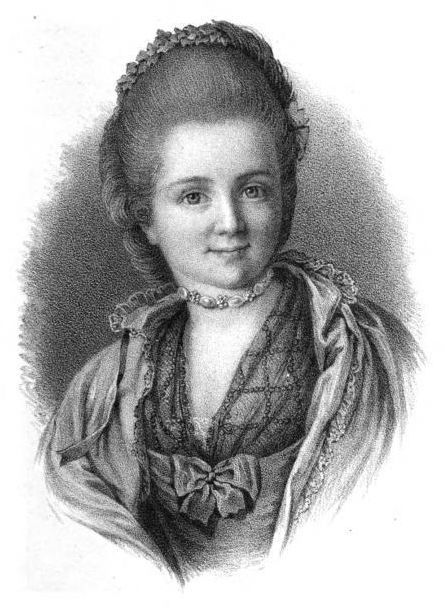
Friederike Oeser
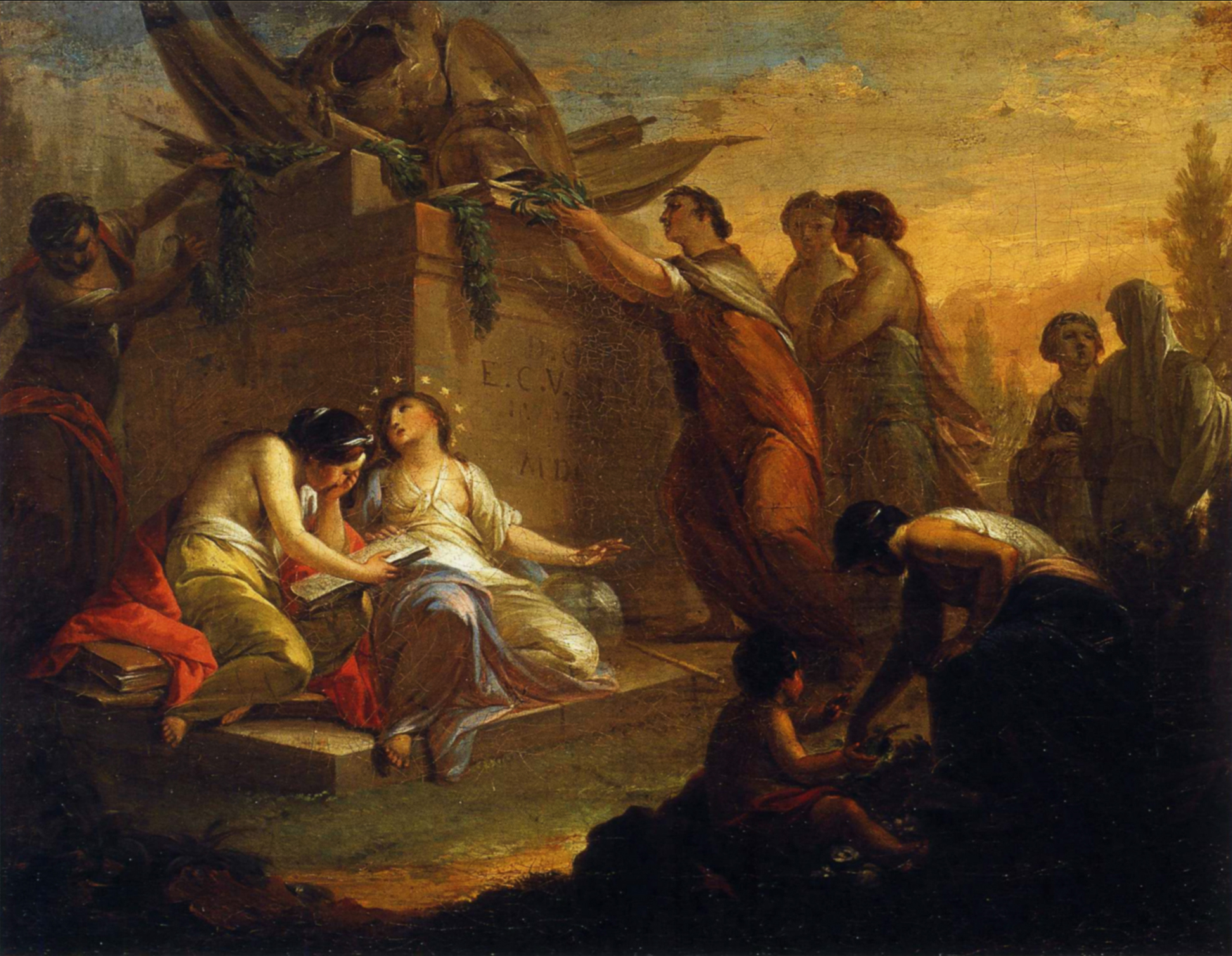
Denkmal Ewald Christian von Kleist (1761)
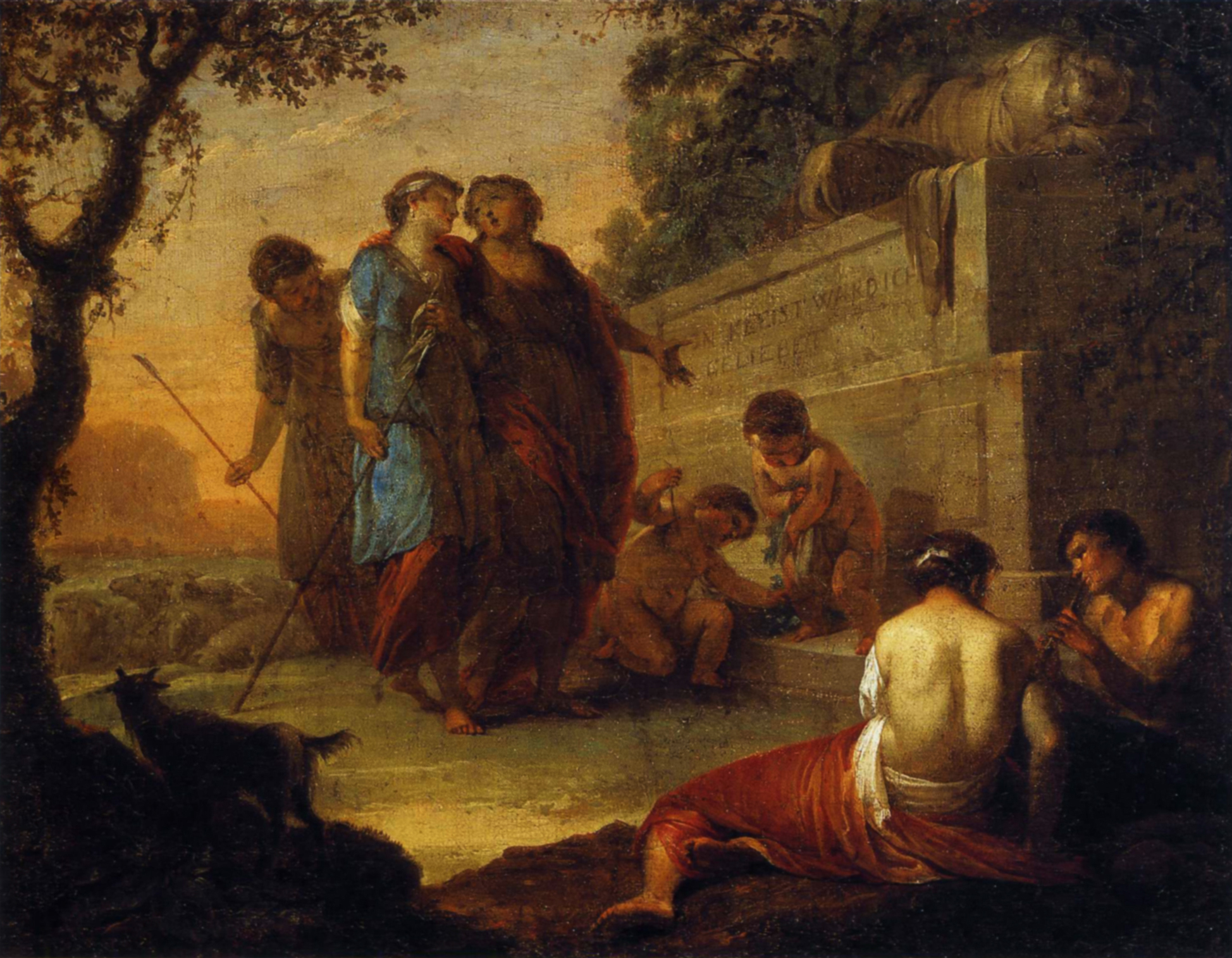
Denkmal „Von Kleist ward ich geliebet“ (1761)
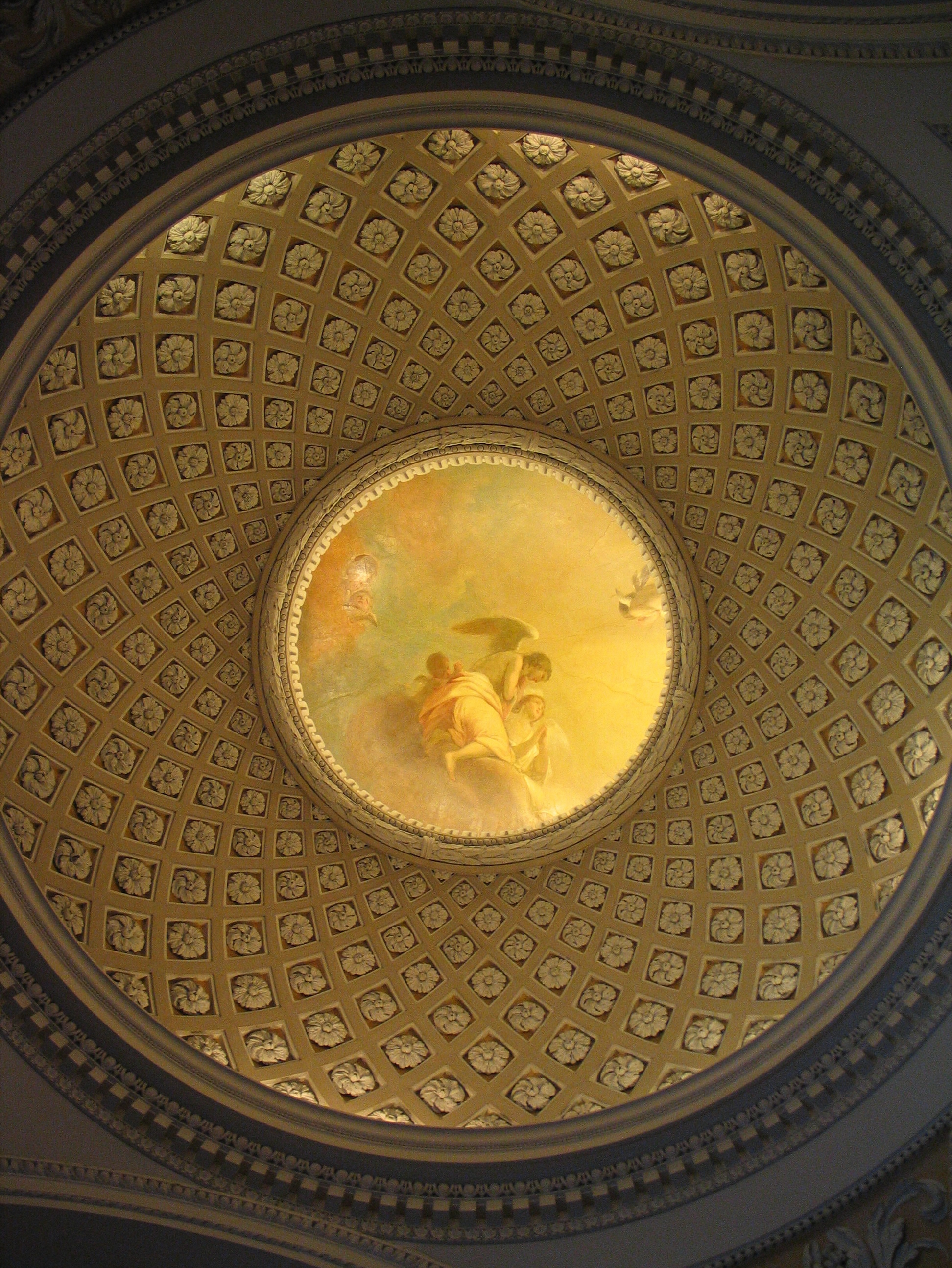
Deckengemälde in der Nikolaikirche
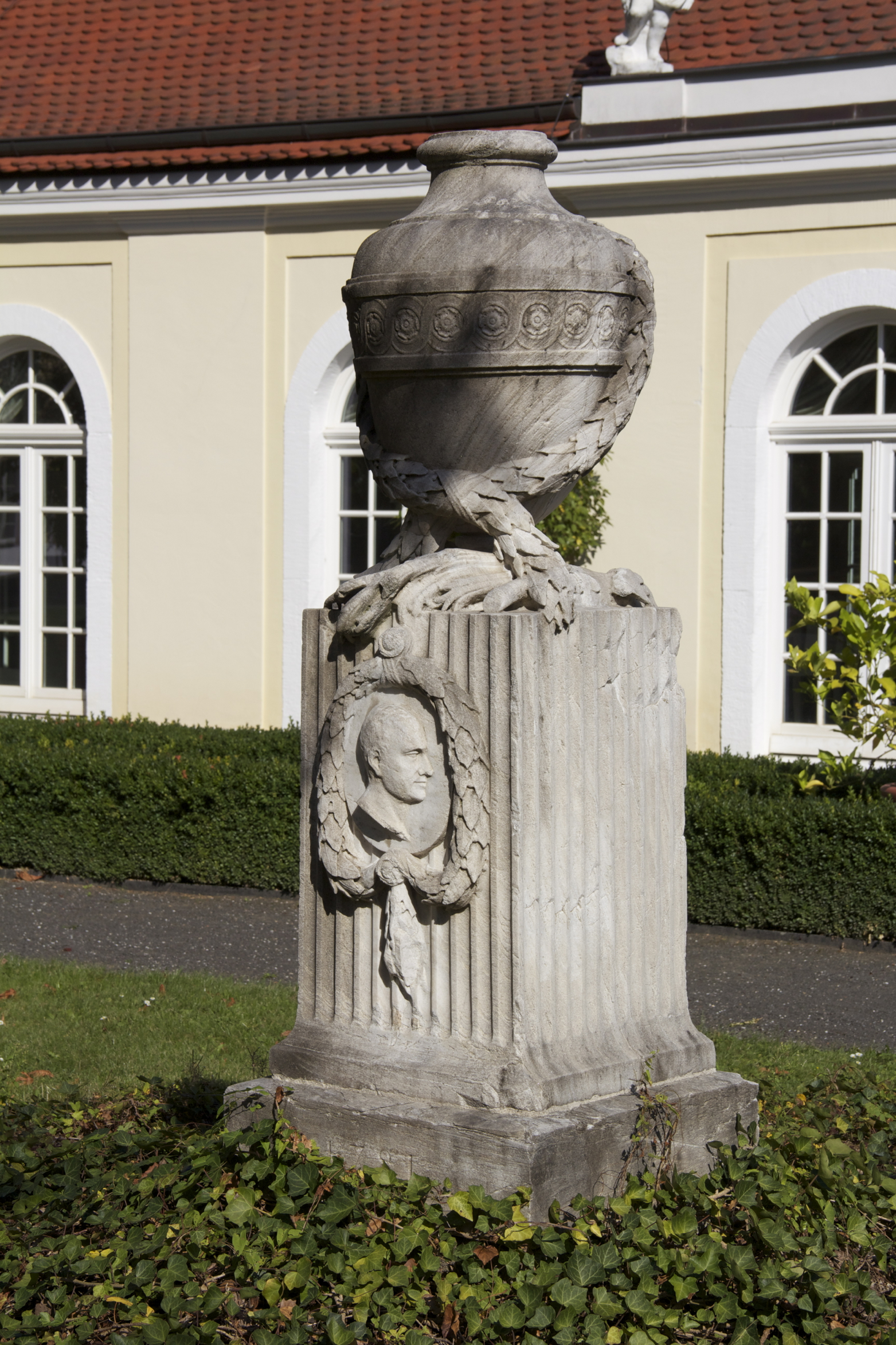
Sulzer-Gellert-Denkmal, Gohliser Schlösschen, Leipzig
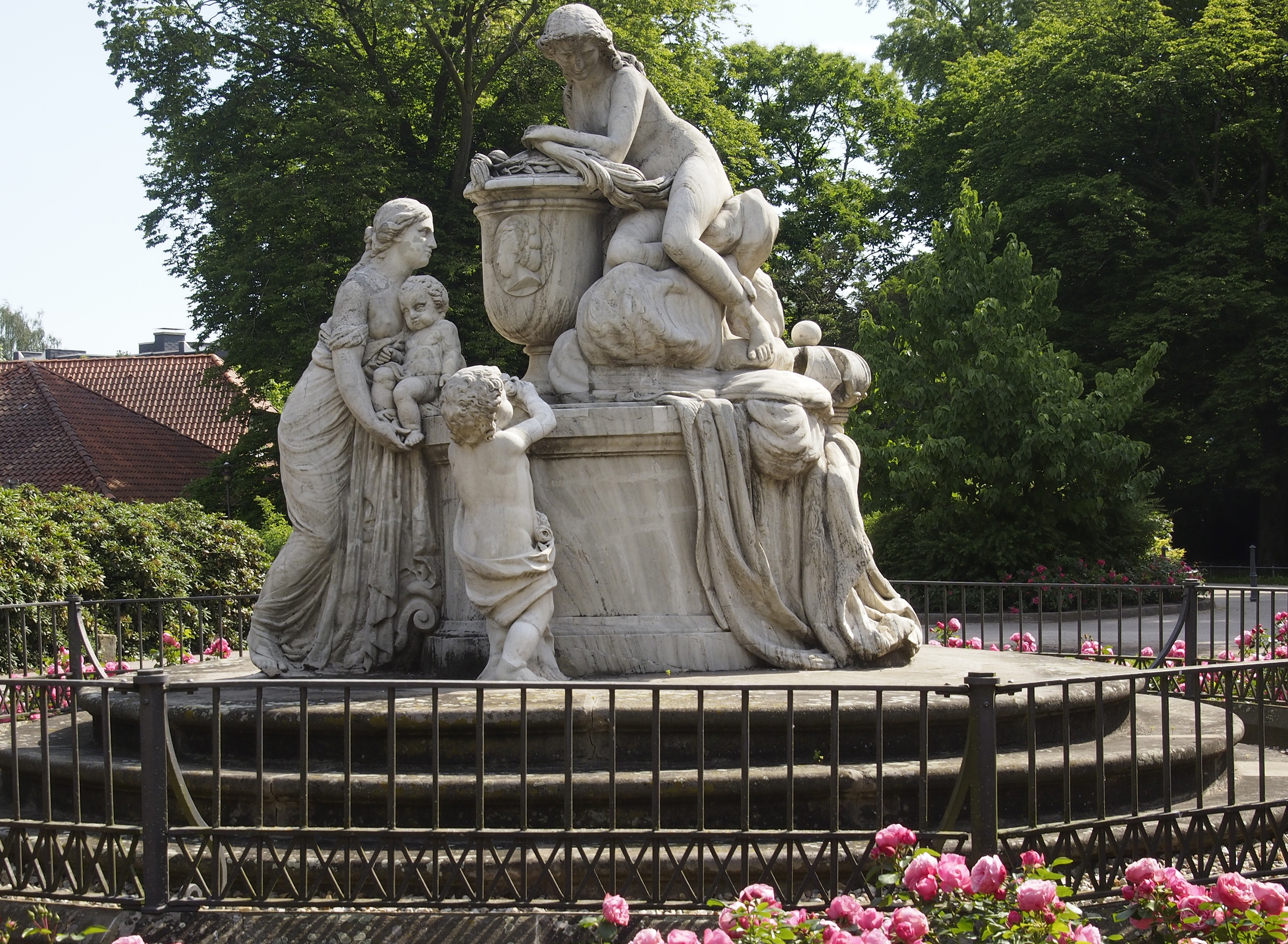
Caroline Mathilde–Denkmal in Celle
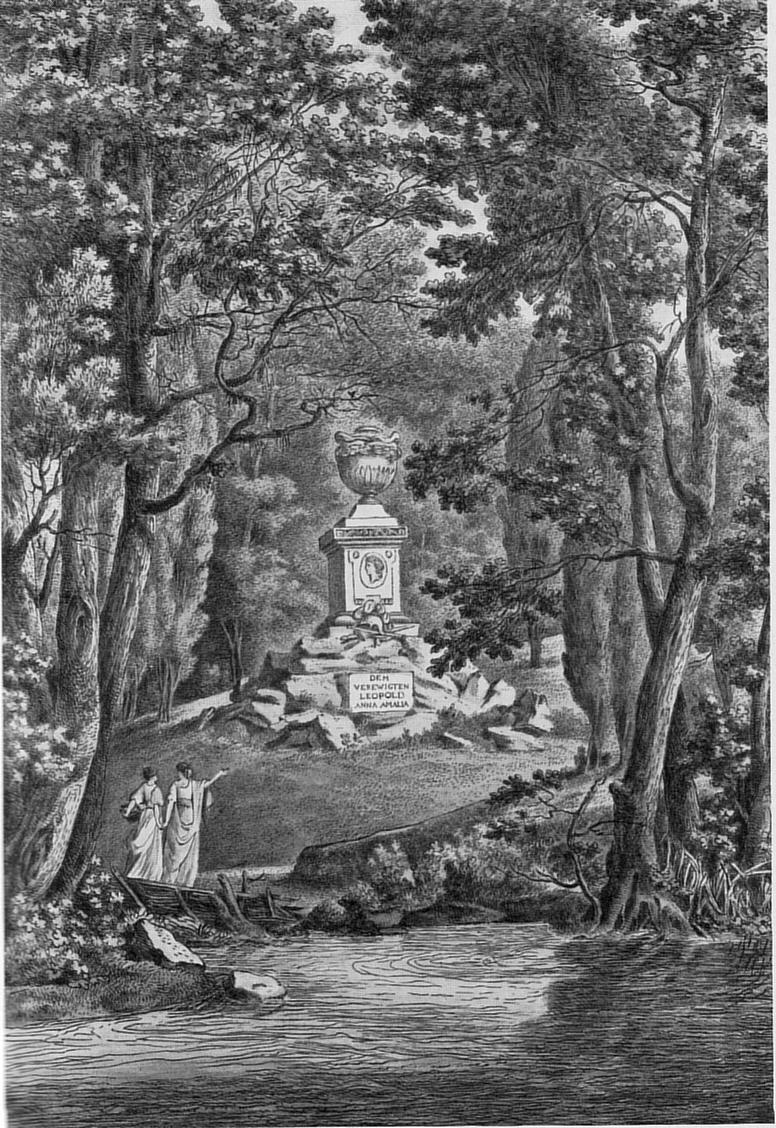
Denkmal für Leopold von Braunschweig, Tiefurt
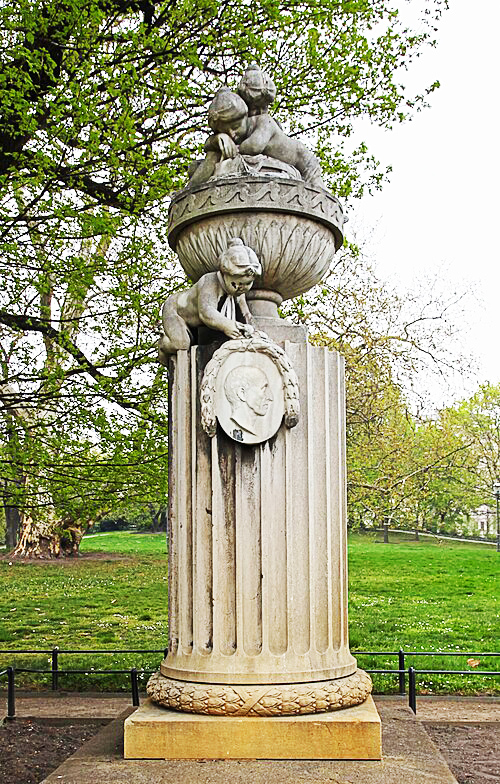
Gellert-Denkmal, Leipzig